# Faiava Lasi
Faiava Lasi é uma ilha do arquipélago de Nukufetau, no Tuvalu.